# Championnat du Vanuatu de football 2017
Navigation
Édition précédente Édition suivante
La saison 2017 du Championnat du Vanuatu de football est la 10e édition du championnat national, appelé la National Soccer League. La compétition permet de confronter les meilleures équipes des différentes provinces de l'archipel, afin de déterminer les représentants du Vanuatu en Ligue des champions de l'OFC.
Le tournoi national n'est pas disputé cette saison et par conséquent, seul le vainqueur du tournoi opposant les formations de la ligue de Port-Vila est qualifié pour la phase de poules de la Ligue des champions de l'OFC.
C'est la formation d'Erakor Golden Star, déjà qualifiée la saison précédente, qui double la mise après avoir battu en finale le club d'Ifira Black Bird FC, qui avait pourtant terminé en tête du classement à l'issue de la phase régulière.

## Compétition

### Ligue de football de Port-Vila

#### Participants
- Amicale Football Club
- Tafea FC
- Erakor Golden Star
- Tupuji Imere FC
- Sia-Raga FC
- Mauwia FC - Promu de D2
- Ifira Black Bird FC
- Mauriki FC

#### Résultats
Le classement est établi sur le barème de points classique (victoire à 3 points, match nul à 1, défaite à 0). 
| Rang | Équipe                | Pts | J  | G | N | P  | Bp | Bc | Diff |  | Résultats (▼ dom., ► ext.) | Ifi | Era | Tup | Ami | Taf | MWi | Sia | Mrk |
| ---- | --------------------- | --- | -- | - | - | -- | -- | -- | ---- |  | -------------------------- | --- | --- | --- | --- | --- | --- | --- | --- |
| 1    | Ifira Black Bird FC   | 31  | 14 | 9 | 4 | 1  | 27 | 11 | +16  |  | Ifira Black Bird FC        |     | 1-2 | 4-1 | 1-1 | 3-1 | 1-1 | 2-1 | 5-1 |
| 2    | Erakor Golden Star    | 30  | 14 | 8 | 6 | 0  | 30 | 12 | +18  |  | Erakor Golden Star         | 0-0 |     | 4-2 | 7-0 | 1-1 | 3-2 | 2-1 | 1-0 |
| 3    | Tupuji Imere FC       | 25  | 14 | 7 | 4 | 3  | 25 | 20 | +5   |  | Tupuji Imere FC            | 0-1 | 1-1 |     | 2-1 | 1-1 | 2-2 | 3-1 | 2-1 |
| 4    | Amicale Football Club | 23  | 14 | 6 | 5 | 3  | 22 | 21 | +1   |  | Amicale Football Club      | 1-1 | 1-1 | 0-0 |     | 1-0 | 3-2 | 1-1 | 0-2 |
| 5    | Tafea FC              | 14  | 14 | 3 | 5 | 6  | 20 | 17 | +3   |  | Tafea FC                   | 1-3 | 1-1 | 2-3 | 1-2 |     | 0-0 | 0-0 | 2-1 |
| 6    | Mauwia FCP            | 14  | 14 | 3 | 5 | 6  | 14 | 19 | -5   |  | Mauwia FCP                 | 0-1 | 0-0 | 0-3 | 1-2 | 1-0 |     | 1-1 | 2-0 |
| 7    | Sia-Raga FC           | 9   | 14 | 2 | 3 | 9  | 14 | 32 | -18  |  | Sia-Raga FC                | 0-2 | 2-4 | 1-2 | 1-6 | 0-6 | 2-0 |     | 3-2 |
| 8    | Mauriki FC            | 6   | 14 | 2 | 0 | 12 | 12 | 32 | -20  |  | Mauriki FC                 | 1-2 | 0-3 | 1-3 | 1-3 | 0-4 | 1-2 | 1-0 |     |

|  | Qualification pour le Top 4       |
|  | Relégation directe en Fes Divisen |
|  | P : Promu de Fes Divisen          |

#### Top 4
|  | Demi-finales | Demi-finales            | Demi-finales |  |   | Barrage            | Barrage          | Barrage          |   |                    | Grande finale  | Grande finale       | Grande finale  |
|  |              |                         |              |  |   |                    |                  |                  |   |                    |                |                     |                |
|  | 10 juin 2017 |                         |              |  |   |                    |                  |                  |   |                    |                |                     |                |
|  | 1            | Ifira Black Bird FC tab | 0 (3)        |  |   |                    |                  |                  |   |                    | 8 juillet 2017 | 8 juillet 2017      | 8 juillet 2017 |
|  | 2            | Erakor Golden Star      | 0 (0)        |  |   | 1er juillet 2017   | 1er juillet 2017 | 1er juillet 2017 |   |                    | 1              | Ifira Black Bird FC | 0              |
|  |              |                         |              |  | 2 | Erakor Golden Star | 1                |                  | 2 | Erakor Golden Star | 2              |                     |                |
|  | 10 juin 2017 | 10 juin 2017            | 10 juin 2017 |  | 4 | Amicale FC         | 0                |                  |   |                    |                |                     |                |
|  | 3            | Tupuji Imere FC         | 1            |  |   |                    |                  |                  |   |                    |                |                     |                |
|  | 4            | Amicale FC              | 3            |  |   |                    |                  |                  |   |                    |                |                     |                |

### National Soccer League
La compétition nationale n'est pas disputée cette saison.

## Bilan de la saison
| Championnat du Vanuatu de football 2017 |                     |
| Champion                                | Aucun               |
| Qualifications continentales            |                     |
| Ligue des champions de l'OFC 2018       | Erakor Golden Star  |
| Promotions et relégations               |                     |
| Promus en PVFA Lik Premia Divisen       | Shepherds United FC |
| Relégués en PVFA Lik Fes Divisien       | Mauriki FC          |